# Seanad Éireann
El Seanad Éireann (en català, Senat d'Irlanda) és la cambra alta de l'Oireachtas (el Parlament irlandès), el qual també consta del President d'Irlanda i el Dáil Éireann (la cambra baixa).
Generalment se'l coneix com Seanad o Senate (en gaèlic o en anglès, respectivament), i als seus membres com a senadors (seanadóirí en gaèlic; singular: seanadóir). A diferència del Dáil Éireann, els seus membres no són elegits directament, sinó que són escollits per diversos mètodes. Els seus poders són molt inferiors als del Dáil, i només poden retardar l'aplicació de les lleis amb les quals no es troben conformes, enlloc de vetar-les. Ha estat situat, des del seu establiment, a la Leinster House.

## Destacats exsenadors
- Noël Browne
- Robert Malachy Burke
- Éamon de Buitléar
- James Dooge
- Garret FitzGerald
- Brian Friel
- Valerie Goulding
- Edward Haughey, Baron Ballyedmond
- Maurice Hayes
- Michael D. Higgins
- Tras Honan
- Douglas Hyde
- Benjamin Guinness, 3rd Earl of Iveagh
- Cecil Lavery
- Edward Pakenham, 6th Earl of Longford
- Sam McAughtry
- Peadar Toner Mac Fhionnlaoich
- Catherine McGuinness
- John Magnier
- Seamus Mallon
- P. J. Mara
- Maurice George Moore
- Conor Cruise O'Brien
- Mary Robinson
- Bríd Rodgers
- James Ryan
- T. K. Whitaker
- Gordon Wilson